# Лесноуколовское сельское поселение
Лесноуко́ловское се́льское поселе́ние — муниципальное образование в Красненском районе Белгородской области.
Административный центр — село Лесное Уколово.

## История
Старейшим  населённым пунктом сельского поселения  является его административный центр- село Лесное Уколово  . Дата  основания  1653 год , хутор Гончаровка  основан  войсковыми жителями Острогожского уезда  около 1773 года , хутор Новый Путь около 1926 г.
Лесноуколовское сельское поселение образовано 20 декабря 2004 года в соответствии с Законом Белгородской области № 159.

## Население
| 2010 | 2011 | 2012 | 2013 | 2014 | 2015 | 2016 | 2017 | 2018 |
| ---- | ---- | ---- | ---- | ---- | ---- | ---- | ---- | ---- |
| 872  | ↘869 | ↘863 | ↘836 | ↗862 | ↘859 | ↘842 | ↗849 | ↘829 |
| 2019 | 2020 | 2021 |      |      |      |      |      |      |
| ↘811 | ↘779 | ↘718 |      |      |      |      |      |      |

## Состав сельского поселения
| № | Населённый пункт | Тип населённого пункта       | Население |
| - | ---------------- | ---------------------------- | --------- |
| 1 | Гончаровка       | хутор                        | ↘8        |
| 2 | Лесное Уколово   | село, административный центр | ↘864      |
| 3 | Новый Путь       | хутор                        | ↘0        |